# Medium-Terzett
Das Medium-Terzett war eine deutsche Musikgruppe auf dem Gebiet des Schlagers und der volkstümlichen Musik, die von 1954 bis in die 1980er Jahre öffentlich auftrat.

## Geschichte
Ihren ersten Auftritt hatten Helmut „Henry“ Niekamp (* 7. Mai 1933 in Voxtrup; † 24. November 2015 in Osnabrück), Wilfried Witte (* 1. März 1935 in Voxtrup) und Lothar Nitschke (* 26. Mai 1932 in Breslau; † 2. Oktober 1999 in Osnabrück) 1954 beim Feuerwehrfest in Melle. 1960 wurde das Trio von Peter Frankenfeld für das Fernsehen entdeckt.
Im Jahr 1961 nahmen sie an den ersten Deutschen Schlager-Festspielen in Baden-Baden teil. Ihr Titel Südsee-Ballade erreichte den 6. Platz. Im selben Jahr hatten sie einen ihrer größten Hits: Der ganze Kahn ist voller Heimweh. Es folgten weitere Hits, die sich meist den Themen der damals erfolgreichen Winnetou-Filme widmeten (Der Schatz im Silbersee, Winnetou, Buffalo Bill). Bei den Schlager-Festspielen 1965 erreichte ihr Titel Lebewohl Winnetou nur den letzten Platz. Ein weiterer ihrer Titel Am fernen Strand der bunten Träume kam nicht in die Endrunde.
1965/66 unterhielt das Medium-Terzett die Passagiere der MS Berlin des Norddeutschen Lloyds auf einer Silvester-Kreuzfahrt zu den Kanarischen Inseln.
Ende der 1960er Jahre hatte das Medium-Terzett seine größten Erfolge mit den Liedern Ein Loch ist im Eimer und Drei Chinesen mit dem Kontrabass. Das Lied wurde in zahlreichen Variationen gesungen, es gibt davon etliche verschiedene Live-Aufnahmen.
Bis in die 1980er Jahre war das Trio Gast in zahlreichen Fernseh- und Rundfunksendungen. In der Sendung Zum Blauen Bock hält es mit 30 Auftritten den Rekord als häufigster Gast.

## Diskografie

### Alben
- 1964: Was die Alten sungen
- 1965: Grün ist die Heide
- 1966: Medium Terzett On Tour
- 1966: Von Kilometer Zu Kilometer
- 1967: Weit ist die Welt
- 1968: La Paloma
- 1969: Ein Loch ist im Eimer
- 1971: Der Henry ißt die Suppe nicht
- 1972: Manöverball mit dem K. u. K. Medium Terzett
- 1973: Macht ein bißchen mit
- 1974: Von den blauen Bergen kommen wir
- 1975: Viel Spaß mit dem Medium-Terzett
- 1976: Sing La Bamba – Tanz La Bamba
- 1978: Lieder unserer Heimat
- 1981: Wo gehobelt wird...
- 1991: Ein Eimer voll Musik
- 1996: Das schöne große Weihnachtsfest

### Singles
- 1961: Der ganze Kahn ist voller Heimweh
- 1962: Rose Rosalie
- 1963: Der Schatz im Silbersee
- 1963: Winnetou
- 1964: Ein Loch ist im Eimer
- 1964: Hey, Bobba Needle
- 1964: Buffalo Bill
- 1965: Lebe wohl, Winnetou
- 1966: England swingt (England swings)
- 1966: Was will der weiße Wal im Rhein?
- 1967: Unser Freund Henry / L'amour
- 1968: Drei Chinesen mit dem Kontrabass
- 1968: 6x6=36 (Titellied aus Zur Hölle mit den Paukern)
- 19??: Das alte Kanapee
- 19??: Es hängt ein Pferdehalfter an der Wand
- 19??: Tom Dooley:  Alles vorbei, Tom Dooley
- 19??: Guten Morgen schöne Welt
- 1990: Von den blauen Bergen kommen wir